# Diecezja Port Elizabeth
Diecezja Port Elizabeth – diecezja Kościoła rzymskokatolickiego w południowej części Republiki Południowej Afryki, w metropolii kapsztadzkiej. Została erygowana w 1818, jako wikariat apostolski Przylądku Dobrej Nadziei. W 1847 wikariat został podzielony na dwa dystrykty, z których każdy był niezależną administraturą kościelną. Port Elizabeth pozostało stolicą Dystryktu Wschodniego, natomiast wikariusz apostolski Dystryktu Zachodniego rezydował w Kapsztadzie. W 1939 wikariat Dystryktu Wschodniego został przemianowany na wikariat Port Elisabeth, a w 1951 podniesiony do rangi diecezji. 